# The Dawkins Delusion?
 (août 2010).

The Dawkins Delusion? (Dawkins, la tromperie) est un livre rédigé par le théologien Alister McGrath et la psychologue Joanna Collicutt McGrath, dans le but de critiquer le livre de Richard Dawkins The God Delusion (en français : Pour en finir avec Dieu). Il est sous-titré Fondamentalisme athée et déni du divin.

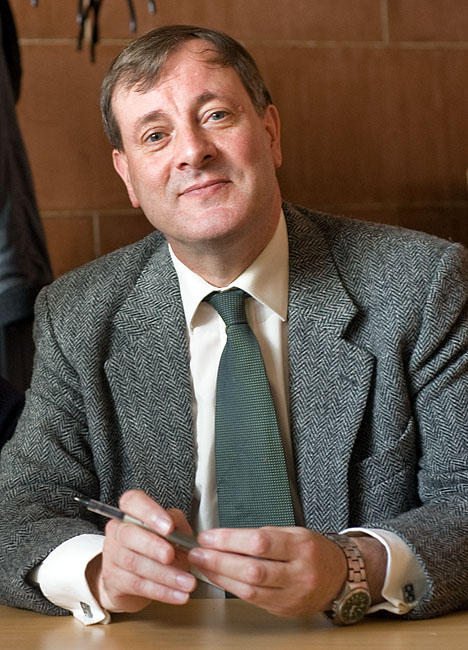
Dr. Alister McGrath pose pour une photo tout en autographiant son livre après une conférence à l'Université d'Islande.

Ce livre de 96 pages est publié sous l'égide de la Society for Promoting Christian Knowledge et paraît en février 2007 au Royaume-Uni, puis en juillet de la même année aux États-Unis.

## Contenu

### Introduction
McGrath suggère que le fait qu'il faille un livre de 400 pages à Richard Dawkins pour déclarer que Dieu est une illusion est déjà, en soi, très significatif. Il demande : « Pourquoi un tel livre est-il encore nécessaire ? Depuis un siècle, les sociologues, anthropologues, et psychologues les plus en vue ont prédit que leurs enfants verraient l'avènement d'une ère nouvelle dans laquelle "l'illusion divine" aurait vu son compte réglé pour de bon. »
L'auteur indique qu'ayant reçu le même type de formation que Dawkins, il s'est souvent demandé comment tous deux pouvaient tirer des conclusions si différentes au terme de leurs intenses réflexions respectives sur un monde qui est essentiellement le même pour tous les deux. McGrath envisage la possibilité d'avoir lui-même l'esprit dérangé, trompé, tordu par un "virus de Dieu" contagieux et virulent, mais il relève aussitôt que cette même idée pourrait tout aussi bien s'appliquer à Dawkins. Il souligne également que Stephen Jay Gould, bien qu'agnostique, « indique très clairement que les sciences naturelles - y compris la théorie de l'évolution sont compatibles aussi bien avec l'athéisme qu'avec les croyances religieuses usuelles ». Il conclut en assimilant la « conviction dogmatisée et absolutisée qu'a Dawkins d'être dans le vrai » à une forme de « fondamentalisme religieux qui refuse que ses théories soient examinées ou mises en discussion ».

### La religion est-elle mauvaise?
The Dawkins Delusion? conclut que la croyance en Dieu est en pleine expansion, et que le livre de Dawkins The God Delusion dénote la panique des non-croyants.

## Réponse de  Richard Dawkins
Dans une lettre ouverte publiée dans le journal The Times, Dawkins indique que McGrath « a maintenant publié deux livres avec mon nom dans le titre » et se demande si le théologien n'essayerait pas de se construire une carrière en écrivant sur sa personne.
Répondant à la critique selon laquelle il serait "dogmatique", Dawkins écrit que les scientifiques, qui répondent à des questions d'importance capitale comme par exemple la création de l'univers,

« ...sont assez humbles pour dire ce qu'ils ne savent pas, ce qui n'est pas le cas des théologiens comme McGrath. Lui, il sait. Il défend bec et ongles des absurdités. L'univers serait créé par une intelligence surnaturelle très particulière, qui fonctionne en trois en un. La doctrine chrétienne est très spécifique : pas seulement sur le fait qu'elle apporte des réponses tronquées aux grands problèmes de l'univers et de la vie, mais aussi à propos de la divinité de Jésus, à propos de la rédemption, du paradis et de l'enfer, des prêtres et de leur morale sans faille. »

« D'autres théologies sont en contradiction avec celle des chrétiens, à laquelle il accorde une confiance aveugle, basée sur zéro preuve. McGrath rejette toutefois le polythéisme des hindous, des Grecs et des Vikings. Il ne souscrit pas aux croyances vaudou ni à aucune des milliers des croyances tribales. Est-ce que McGrath est un “fanatique idéologique” parce qu'il ne croit pas en la hache de guerre de Thor? Bien sûr que non. Toutefois, il suggère que j'en suis un parce que je ne vois pas de raison de croire dans un dieu particulier, dont l'existence affirmée sans preuve démontre un manque d'humilité. »